# Manin (Pas-de-Calais)
Pour les articles homonymes, voir Manin (homonymie).
Manin est une commune française située dans le département du Pas-de-Calais en région Hauts-de-France. Ses habitants sont appelés les Maninois. La commune est membre de la communauté de communes des Campagnes de l'Artois.

## Géographie

### Localisation
Localisée dans le sud-est du département du Pas-de-Calais, Manin est une commune située, à vol d'oiseau, à 2 km au nord de la commune d'Avesnes-le-Comte et à 19 km à l'ouest de la commune d’Arras (aire d'attraction, chef-lieu d'arrondissement et préfecture du Pas-de-Calais).
Le territoire de la commune est limitrophe de ceux de six communes.
Les communes limitrophes sont  Beaufort-Blavincourt, Givenchy-le-Noble, Izel-lès-Hameau, Lignereuil, Noyelle-Vion et Villers-Sir-Simon.

### Géologie et relief
La superficie de la commune est de 4,07 km2 ; son altitude varie de 113  à   152 m.

### Hydrographie
La commune est située dans le bassin Artois-Picardie. Elle n'est drainée par aucun cours d'eau,.

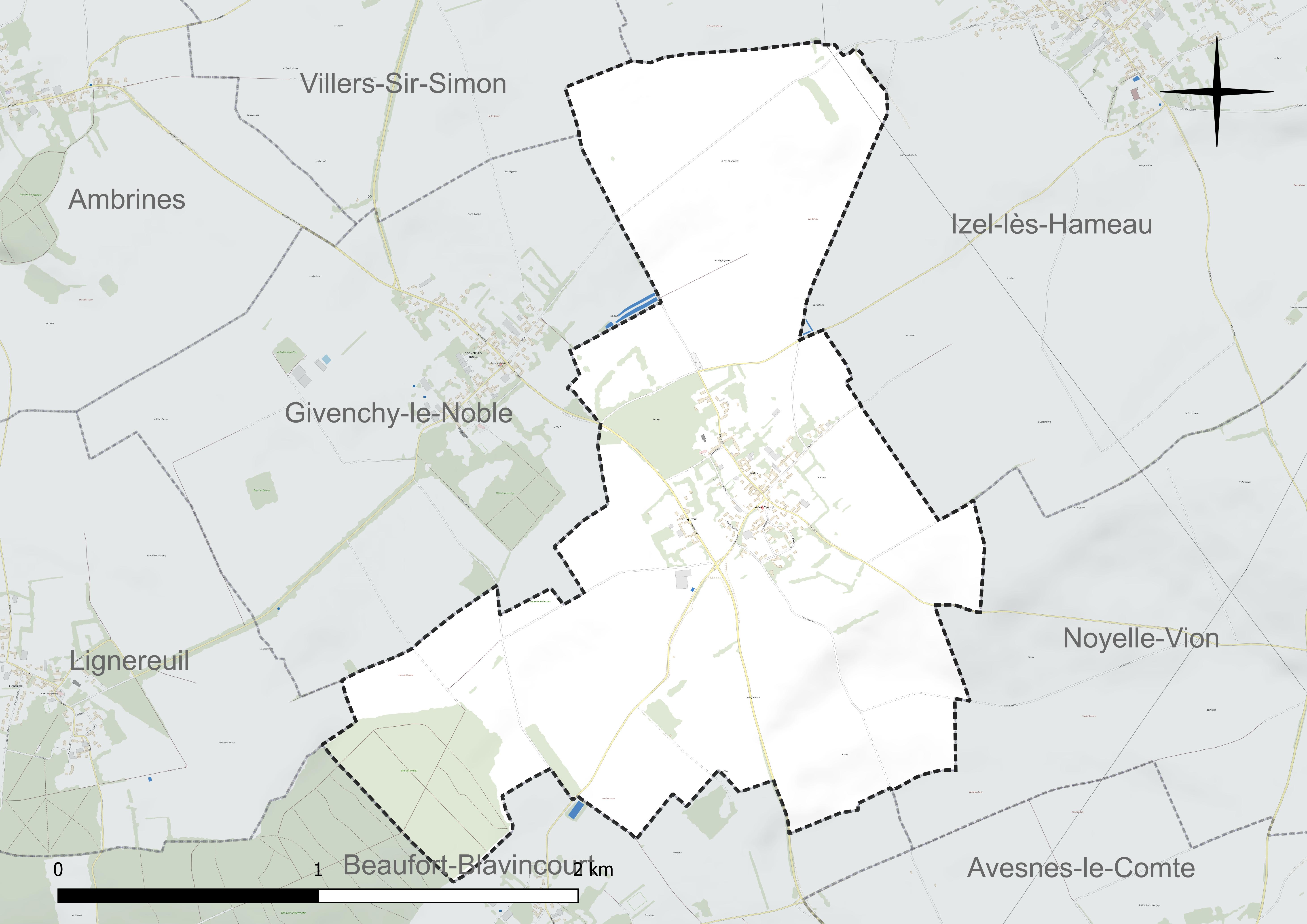
Réseau hydrographique de Manin.

### Climat
Pour des articles plus généraux, voir Climat des Hauts-de-France et Climat du Pas-de-Calais.
En 2010, le climat de la commune est de type climat océanique dégradé des plaines du Centre et du Nord, selon une étude du CNRS s'appuyant sur une série de données couvrant la période 1971-2000. En 2020, Météo-France publie une typologie des climats de la France métropolitaine dans laquelle la commune est exposée à un climat océanique et est dans la région climatique Côtes de la Manche orientale, caractérisée par un faible ensoleillement (1 550 h/an) ; forte humidité de l'air (plus de 20 h/jour avec humidité relative> 80 % en hiver), vents forts fréquents.
Pour la période 1971-2000, la température annuelle moyenne est de 10 °C, avec une amplitude thermique annuelle de 14,1 °C. Le cumul annuel moyen de précipitations est de 857 mm, avec 12,3 jours de précipitations en janvier et 9,4 jours en juillet. Pour la période 1991-2020, la température moyenne annuelle observée sur la station météorologique la plus proche, située sur la commune de Saulty à 9 km à vol d'oiseau, est de 10,4 °C et le cumul annuel moyen de précipitations est de 899,7 mm,. Pour l'avenir, les paramètres climatiques de la commune estimés pour 2050 selon différents scénarios d'émission de gaz à effet de serre sont consultables sur un site dédié publié par Météo-France en novembre 2022.

### Paysages
Pour un article plus général, voir Paysage en France.
La commune est située dans le paysage régional des grands plateaux artésiens et cambrésiens tel que défini dans l'atlas des paysages de la région Nord-Pas-de-Calais, conçu par la direction régionale de l'Environnement, de l'Aménagement et du Logement (DREAL),. Ce paysage régional, qui concerne 238 communes, est dominé par les « grandes cultures » de céréales et de betteraves industrielles qui représentent 70 % de la surface agricole utilisée (SAU).

### Milieux naturels et biodiversité
L'Inventaire national du patrimoine naturel (INPN) recense plusieurs espèces faunistiques et floristiques sur le territoire de la commune dont certaines sont protégées et d'autres menacées et quasi-menacées

## Urbanisme

### Typologie
Au 1er janvier 2024, Manin est catégorisée commune rurale à habitat dispersé, selon la nouvelle grille communale de densité à sept niveaux définie par l'Insee en 2022.
Elle est située hors unité urbaine. Par ailleurs la commune fait partie de l'aire d'attraction d'Arras, dont elle est une commune de la couronne,. Cette aire, qui regroupe 163 communes, est catégorisée dans les aires de 50 000 à moins de 200 000 habitants,.

### Occupation des sols

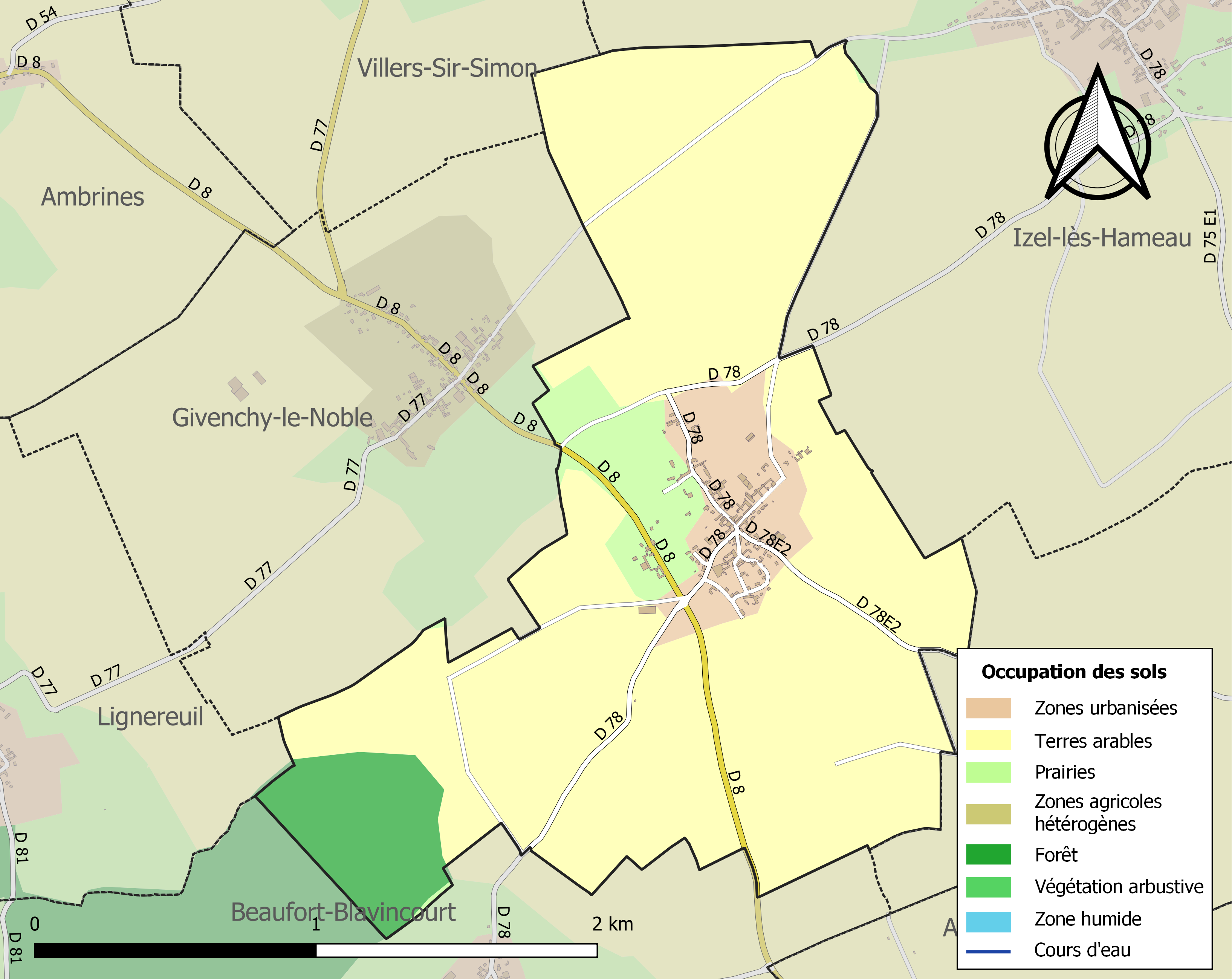
Carte de l'occupation des sols de la commune en 2018 (CLC).

L'occupation des sols de la commune, telle qu'elle ressort de la base de données européenne d'occupation biophysique des sols Corine Land Cover (CLC), est marquée par l'importance des territoires agricoles (85,5 % en 2018), une proportion identique à celle de 1990 (85,5 %). La répartition détaillée en 2018 est la suivante :
terres arables (78,7 %), zones urbanisées (7,6 %), prairies (6,8 %), forêts (6,8 %).
L'IGN met par ailleurs à disposition un outil en ligne permettant de comparer l'évolution dans le temps de l'occupation des sols de la commune (ou de territoires à des échelles différentes). Plusieurs époques sont accessibles sous forme de cartes ou photos aériennes : la carte de Cassini (XVIIIe siècle), la carte d'état-major (1820-1866) et la période actuelle (1950 à aujourd'hui).

## Toponymie
Le nom de la localité est attesté sous les formes Manin en 1119 (abb. d'Étrun, c. i), Manyn en 1545 (Arch. nat., J. 787, no 1) ; Manin en 1793 et depuis 1801.

## Histoire
L'histoire de Manin est en partie liée à celle de la confrérie de Saint-Hubert.
En effet on dit qu'en avril 1738 un loup égaré sévissait dans la région Nord-Pas-de-Calais. Un jour il dévora un enfant de 6 ans et en blessa 9 autres dans le village. Quelques jours plus tard le loup s'attaqua à nouveau aux villageois, ceux-ci armés le blessèrent à mort et celui-ci s'enfuit et on n'entendit plus jamais parler de lui dans la campagne environnante.
Les neuf personnes blessées décidèrent de partir dans les Ardennes en pèlerinage servir saint Hubert afin d'implorer sa protection contre la rage. À leur retour ceux-ci durent exécuter des neuvaines, des prières qu'on leur avait formulées. Ainsi que de ne pas se peigner les cheveux pendant 40 jours.
Un des blessés ne tint pas cette promesse et il mourut de la rage dans la semaine qui suivit.
La confrérie prit naissance en reconnaissance des huit guérissons miraculeuses qui avaient eu lieu.
Cette confrérie de huit membres se soumit à certaines charges :
- celle de porter en terre les défunts du village ;
- assister aux offices religieux ;
- à l'entretien de l'église ;
- exercer pendant une période de huit ans.

Et doivent également honorer saint Hubert le 3 novembre de chaque année.
C'est-à-dire le jour de la fête du saint par une messe et celle-ci sera suivie d'un banquet organisé par le confrère sortant. Celui-ci étant élu chef de confrérie prend titre de prévôt pour sa dernière et huitième année.
À l'époque, l'habitant qui refusait de faire partie de cette corporation sans motif valable se voyait, lors de ses obsèques, porté par les salariés du village, et non pas par la confrérie.
Aujourd'hui, cette confrérie officie encore et se réunit lors de la traditionnelle messe du premier dimanche de novembre.
Pendant la Première Guerre mondiale, des troupes ont cantonné à Manin, située à l'arrière du front de l'Artois, par exemple, en novembre 1914, en juin 1915.

## Politique et administration

### Découpage territorial
La commune se trouve depuis 1926 dans l'arrondissement d'Arras du département du Pas-de-Calais.

#### Commune et intercommunalités
Manin était membre de la petite  communauté de communes de l'Atrébatie, un établissement public de coopération intercommunale (EPCI) à fiscalité propre créé en 1999 et auquel la commune avait transféré un certain nombre de ses compétences, dans les conditions déterminées par le code général des collectivités territoriales.
Dans le cadre des dispositions de la loi portant nouvelle organisation territoriale de la République du 7 août 2015, qui prévoit que les établissements publics de coopération intercommunale (EPCI) à fiscalité propre doivent avoir un minimum de 15 000 habitants, cette intercommunalité a fusionné avec ses voisines pour former, le 1er janvier 2017, la communauté de communes des Campagnes de l'Artois dont est désormais membre la commune. Elle regroupe 96 communes et compte 33 141 habitants en 2021

#### Circonscriptions administratives
La commune faisait partie depuis 1793 du canton d'Avesnes-le-Comte. Dans le cadre du redécoupage cantonal de 2014 en France, cette circonscription administrative territoriale a disparu, et le canton n'est plus qu'une circonscription électorale.
Pour les élections départementales, la commune fait partie depuis 2014 du canton d'Avesnes-le-Comte.

#### Circonscriptions électorales
Pour l'élection des députés, elle fait partie de la première circonscription du Pas-de-Calais.

### Élections municipales et communautaires

#### Liste des maires
| Période                                  | Période                       | Identité                                        | Étiquette | Qualité        |
| ---------------------------------------- | ----------------------------- | ----------------------------------------------- | --------- | -------------- |
| Les données manquantes sont à compléter. |                               |                                                 |           |                |
| 1801                                     |                               | Pierre Louis François de Richoufftz de Manin    |           |                |
|                                          |                               | Frédéric François Victor de Richoufftz de Manin |           |                |
|                                          |                               | Ludovic Aimé Victor de Richoufftz de Manin      |           |                |
| Les données manquantes sont à compléter. |                               |                                                 |           |                |
| mars 1983                                | mars 1989                     | Nestor Duez                                     |           |                |
| mars 1989                                | mars 2001                     | Marcel Crozat                                   |           |                |
| mars 2001                                | mars 2008                     | Léon Rogiez                                     |           |                |
| mars 2008                                | mai 2020                      | Gerard Mayeur,                                  |           |                |
| juillet 2020                             | En cours (au 2 décembre 2020) | Philippe Duez                                   |           | Ancien employé |

## Population et société

### Démographie
Les habitants sont appelés les Maninois.

#### Évolution démographique
L'évolution du nombre d'habitants est connue à travers les recensements de la population effectués dans la commune depuis 1793. Pour les communes de moins de 10 000 habitants, une enquête de recensement portant sur toute la population est réalisée tous les cinq ans, les populations de référence des années intermédiaires étant quant à elles estimées par interpolation ou extrapolation. Pour la commune, le premier recensement exhaustif entrant dans le cadre du nouveau dispositif a été réalisé en 2007.

En 2022, la commune comptait 182 habitants, en évolution de −3,7 % par rapport à 2016 (Pas-de-Calais : −0,72 %, France hors Mayotte : +2,11 %).
| 1793 | 1800 | 1806 | 1821 | 1831 | 1836 | 1841 | 1846 | 1851 |
| ---- | ---- | ---- | ---- | ---- | ---- | ---- | ---- | ---- |
| 271  | 276  | 305  | 279  | 398  | 309  | 327  | 352  | 368  |

| 1856 | 1861 | 1866 | 1872 | 1876 | 1881 | 1886 | 1891 | 1896 |
| ---- | ---- | ---- | ---- | ---- | ---- | ---- | ---- | ---- |
| 340  | 359  | 374  | 334  | 380  | 316  | 301  | 255  | 261  |

| 1901 | 1906 | 1911 | 1921 | 1926 | 1931 | 1936 | 1946 | 1954 |
| ---- | ---- | ---- | ---- | ---- | ---- | ---- | ---- | ---- |
| 242  | 267  | 230  | 198  | 193  | 180  | 188  | 159  | 151  |

| 1962 | 1968 | 1975 | 1982 | 1990 | 1999 | 2006 | 2007 | 2012 |
| ---- | ---- | ---- | ---- | ---- | ---- | ---- | ---- | ---- |
| 155  | 149  | 146  | 151  | 158  | 178  | 188  | 189  | 197  |

| 2017 | 2022 | - | - | - | - | - | - | - |
| ---- | ---- | - | - | - | - | - | - | - |
| 185  | 182  | - | - | - | - | - | - | - |

#### Pyramide des âges
En 2018, le taux de personnes d'un âge inférieur à 30 ans s'élève à 33,0 %, soit en dessous de la moyenne départementale (36,7 %). À l'inverse, le taux de personnes d'âge supérieur à 60 ans est de 27,5 % la même année, alors qu'il est de 24,9 % au niveau départemental.
En 2018, la commune comptait 98 hommes pour 86 femmes, soit un taux de 53,26 % d'hommes, largement supérieur au taux départemental (48,50 %).
Les pyramides des âges de la commune et du département s'établissent comme suit.
| Hommes | Classe d’âge | Femmes |
| ------ | ------------ | ------ |
| 0,0    | 90 ou +      | 1,2    |
| 4,0    | 75-89 ans    | 7,0    |
| 21,2   | 60-74 ans    | 22,1   |
| 19,2   | 45-59 ans    | 17,4   |
| 21,2   | 30-44 ans    | 20,9   |
| 13,1   | 15-29 ans    | 7,0    |
| 21,2   | 0-14 ans     | 24,4   |

| Hommes | Classe d’âge | Femmes |
| ------ | ------------ | ------ |
| 0,5    | 90 ou +      | 1,6    |
| 5,6    | 75-89 ans    | 8,9    |
| 16,7   | 60-74 ans    | 18,1   |
| 20,2   | 45-59 ans    | 19,2   |
| 18,9   | 30-44 ans    | 18,1   |
| 18,2   | 15-29 ans    | 16,2   |
| 19,9   | 0-14 ans     | 17,9   |

## Culture locale et patrimoine

### Lieux et monuments
- Le château de Manin, propriété de la Famille de Richoufftz de Manin jusqu'en 1898.
- L'église Saint-Maclou. Elle est dédiée à Maclou l'un des sept saints fondateurs légendaires de Bretagne continentale. Elle héberge deux bancs de la confrérie de Saint-Hubert inscrits au titre d'objet des monuments historiques depuis le 24 février 1992[33].
- Le monument aux morts[34].

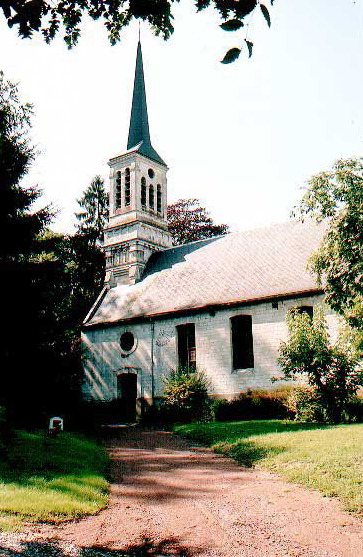
L'église Saint-Maclou.

### Personnalités liées à la commune
- Claude François de Richoufftz  est seigneur de Manin, près d'Avesnes-le-Comte, à partir de 1772.
- Gaëtan Robail (né en 1994 à Saint-Pol-sur-Ternoise), footballeur français, est originaire de Manin. Son père était le boucher-charcutier du village. Gaëtan a joué notamment à Valenciennes, Lens et aujourd'hui à Guingamp.

### Héraldique
|  | Les armes de la ville se blasonnent ainsi : d'azur au rencontre de cerf d'or croisé du même. |

## Pour approfondir

#### Bases de données, dictionnaires et encyclopédies
- Ressources relatives à la géographie :   - Insee (communes)
  - Ldh/EHESS/Cassini
- Ressource relative à plusieurs domaines :   - Annuaire du service public français
- Notices d'autorité :   - BnF (données)